# The Skerries, Victoria
The Skerries är  klippor i Australien. Den ligger i delstaten Victoria, omkring 400 kilometer öster om delstatshuvudstaden Melbourne.
Trakten är glest befolkad. Det finns inga samhällen i närheten.